# Storbeck-Frankendorf
Storbeck-Frankendorf é um município da Alemanha, situado no distrito de Ostprignitz-Ruppin, no estado de Brandemburgo. Tem 42,23 km² de área, e sua população em 2019 foi estimada em 467 habitantes.